# Une certaine rencontre
Pour plus de détails, voir Fiche technique et Distribution.
Une certaine rencontre (Love with the Proper Stranger) est un film américain réalisé par Robert Mulligan, sorti en 1963.

## Synopsis
Rocky Papasano, jeune musicien new-yorkais immature et bohème, est un beau jour contacté par Angela, une vendeuse avec laquelle il a eu une aventure d’un soir et qu’il a oubliée. Elle lui annonce qu’elle est enceinte et le sollicite pour son aide afin de recourir à un avortement. Les deux jeunes gens réussissent à trouver l’argent nécessaire, mais, confrontés à une avorteuse clandestine, font machine arrière, rebutés par le contexte sordide et taraudés par un sentiment de culpabilité. On comprend qu’Angela, amoureuse de Rocky, est déçue de ne pas recevoir la réponse qu’elle espérait de celui qu’elle croyait être son « prince charmant », ayant été bercée par de beaux contes sentimentaux illusoires. Parallèlement, tous deux étant issus de familles immigrées italiennes mises au fait de leur situation, car Angela habite encore avec ses parents, les voilà pressés de se marier par leurs familles. Tandis que Rocky, sous la pression des clans familiaux, est prêt à épouser Angela, celle-ci repousse fièrement une proposition dictée par les parents et décide de s’assumer seule en emménageant dans un appartement indépendant. Rocky, qui appréhende toujours d’entrer dans le monde adulte, s’inquiète de l’avenir de son futur enfant, et d’Angela qu’il ne quitte plus d’une semelle. De fait, il découvre l’amour qu’elle lui porte depuis le début et, touché à son tour par ce sentiment, finit par déclarer sa flamme à sa belle d’une manière aussi séduisante que celle du prince charmant.

## Fiche technique
- Titre original : Love with the Proper Stranger
- Titre français : Une certaine rencontre
- Réalisation : Robert Mulligan
- Scénario : Arnold Schulman
- Direction artistique : Roland Anderson, Hal Pereira
- Décors : Sam Comer, Grace Gregory
- Costumes : Edith Head
- Photographie : Milton R. Krasner
- Son : Charles Grenzbach, Gene Merritt
- Montage : Aaron Stell
- Musique : Elmer Bernstein
- Producteur : Alan Pakula
- Sociétés de production : Pakula-Mulligan Production (États-Unis), Boardwalk Productions (États-Unis), Rona Production (États-Unis), Paramount Pictures (États-Unis)
- Société de distribution : Paramount Pictures (États-Unis, France)
- Pays de production :  États-Unis
- Langue originale : anglais
- Format : 35 mm — noir et blanc — 1.85:1 — son monophonique (Westrex Recording System)
- Genre : comédie romantique
- Durée : 102 minutes
- Dates de sortie :
  - États-Unis : 25 décembre 1963
  - France : 2 septembre 1964[1]
- (fr) Classification CNC : tous publics (visa d'exploitation no 29039 délivré le 25 août 1964)
- Affiche : Boris Grinsson (France)

## Distribution
- Steve McQueen (VF : Jacques Thébault) : Rocky Papasano
- Natalie Wood (VF : Nicole Favart) : Angela Rossini
- Tom Bosley (VF : Roger Carel) : Anthony Colombo
- Herschel Bernardi (VF : Georges Aminel) : Dominick Rossini
- Edie Adams (VF : Nicole Riche) : Barbie
- Michael Enserro (VF : Pierre Collet) : Moish
- Penny Santon (VF : Lita Recio) : Mama Rossini
- Frank Marth (VF : Pierre Garin) : Carlos, l'acolythe de l'avorteuse
- Augusta Ciolli (VF : Hélène Tossy) : Mme Papasano
- Mario Badolati (VF : Fernand Rauzena) : Elio Papasano
- Richard Mulligan (VF : Michel Gudin) : Louie
- Elena Karam (VF : Aline Bertrand) : l'avorteuse
- Wolfe Barzell (VF : Gérard Férat) : le padre
- Virginia Vincent (VF : Katy Vail) : Anna

Acteurs non crédités
- Val Avery : Stein
- Louis Guss : Flooey
- Nobu McCarthy : Yuki

## Production

### Chanson
- Love with the Proper Stranger, paroles de Johnny Mercer et musique d'Elmer Bernstein, interprétée par Jack Jones (à la radio).

### Tournage
- Extérieurs : New York.

## Accueil
Le magazine Variety écrit que « le film est quelque peu instable, naviguant entre des scènes substantielles et réalistes et d'autres où la réalité est supplantée par des fadaises délibérément exagérées. Heureusement, le film résiste à ces points faibles grâce à son authentique fraîcheur et au magnétisme animal de ses deux stars » tandis que le AMC note « étrange, désuet et émoussé, ce classique, mineur du début des années 1960, met en présence McQueen comme musicien bouche-trou et Wood comme « un bonbon vivant toujours chez ses parents » qui, après une aventure sans lendemain, se retrouvent lorsque Wood découvre qu'elle est enceinte. Usant de valeurs autant pro avortement que pro familiales, Une certaine rencontre est à l'aurore des carrières des deux stars, mais c'est une bien jolie parenthèse ».

## Récompenses et distinctions

### Récompenses
- Festival international du film de Mar del Plata 1964 : prix de la meilleure actrice à Natalie Wood.
- Laurel Awards 1964 : Golden Laurel de la meilleure interprète dramatique (2e place) à Natalie Wood.

### Nominations
- Golden Globes 1964 : 
  - Natalie Wood nommée pour le Golden Globe de la meilleure actrice dans un film dramatique.
  - Steve McQueen nommé pour le Golden Globe du meilleur acteur dans un film dramatique.
- Laurel Awards 1964 : film nommé pour le Golden Laurel du meilleur drame (4e place).
- Oscars du cinéma 1964 : 
  - Natalie Wood nommée pour l'Oscar de la meilleure actrice.
  - Arnold Schulman nommé pour l'Oscar du meilleur scénario original
  - Milton R. Krasner nommé pour l'Oscar de la meilleure photographie.
  - Hal Pereira, Roland Anderson, Sam Comer et Grace Gregory nommés pour l'Oscar de la meilleure direction artistique et des meilleurs décors en noir et blanc.
  - Edith Head nommée pour l'Oscar de la meilleure création de costumes
- Writers Guild of America Awards 1964 : Arnold Schulman nommé pour le prix du meilleur scénario de cinéma.